# Przewodniczący Rady Praw Ubogich
Przewodniczący Rady Praw Ubogich (en. President of Poor Law Board), brytyjski urząd ministerialny utworzony w 1847 r. Przewodniczący stał na czele Rady Praw Ubogich, kolegialnego organu mającego za zadanie nadzór nad polityką socjalną państwa. Rada została zlikwidowana w 1871 r. i zastąpiona przez Radę Samorządu Lokalnego.

## Lista przewodniczących Rady Praw Ubogich
- 1847–1849 : Charles Buller
- 1849–1852 : Matthew Baines
- 1852–1852 : John Trollope
- 1852–1855 : Matthew Baines
- 1855–1858 : Edward Pleydell-Bouverie
- 1858–1859 : Thomas Sotheron-Estcourt
- 1859–1866 : Charles Pelham Villiers
- 1866–1867 : Gathorne Hardy
- 1867–1868 : William Courtenay, 11. hrabia Devon
- 1868–1871 : George Goschen
- 1871–1871 : James Stansfeld